# Ranma ½: Battle Renaissance
Ranma ½: Battle Renaissance (らんま½ バトルルネッサンス, Ranma ½ batoru runessansu) est un jeu de combat en 3-D sorti sur PlayStation le 9 décembre 1996 uniquement au Japon,. Le premier et unique titre Ranma ½ sorti sur PlayStation. Le jeu contient les voix officielles des personnages de l'anime, à l'exception de deux personnages : Ryu et Rouge. Mitsuru Miyamoto double Ryu, et Kumiko Nishihara s'occupe de doubler la voix de Rouge.
Le jeu est composé de trois types  de jeu dont un mode histoire où le joueur doit choisir entre les huit personnages jouables disponibles,. On s'y déplace autour de l'île de Kikai pour rassembler des pierres. Le second mode est le mode classique des jeux de combat, à savoir un mode versus où deux joueurs s'affrontent. Il s'agit par ailleurs du seul mode dans lequel Rouge peut être sélectionnée comme personnage jouable. Le dernier mode du jeu est un « Mode Battle ».

## Personnages
- Ranma Saotome
- Genma Saotome
- Ryoga Hibiki
- Akane Tendo
- Tatewaki Kunô
- Happosai
- Shampoo
- Ryū Kūmon
- Rouge